# Акен
Акен (на немски: Aken) е град в Саксония-Анхалт, Германия, със 7774 жители (31 декември 2014). Намира се на река Елба.
Споменат е за пръв път в документ през 1219 г.